# 2014년 베네수엘라 시위
2014년 베네수엘라 시위 (2014 Venezuela protests, 12F 혹은 The Exit로 칭함)는 대통령 니콜라스 마두로에 대한 시민들의 시위 행력을 일컫는다. 2014년 1월 7일에 시작됐으며 야권 지도자들에 의해 조직되었고, 학생들의 참여가 더해지고 있다.
시위 이유로는 시민권 침해 만성적인 기초 생필품 공급 부족, 범죄 발생율의 고공행진 등이다. 2013년 한 해의 인플레이션 비율만 56.2%를 넘었던 베네수엘라는 생필품 부족에 시달리는 시민들의 어려움과 함께 살인이 매 21분마다 일어나 사회적 불안감이 극심한 상태다.
시위의 시작일은 베네수엘라 독립전쟁의 라빅토리아 교전 기념일(1814년 2월 12일)과 동일하며 독립군이 수천명의 대학생과 함께 독립전선에 동참한 날이다. 이 날은 베네수엘라에서도 청년의 날로 알려져 있다.
민주통합원탁당의 대통령 후보인 엔리케 카프릴레스는 시민 불복종 활동에 대해 평화 시위를 지지한다고 밝히고 있다.
주요 도시에서 일어나고 있는 시위 가운데 4명의 시민이 숨졌으며 66명이 다쳤고 최소 100명이 체포됐다.

## 배경
2013년 4월 14일 니콜라스 마두로가 대통령 선거에서 아슬아슬하게 승리하면서 의혹이 증폭된 바 있다. 상대편 후보인 카프릴레스 라돈스키는 선거에 사기와 부정이 얼룩졌다고 마두로 후보를 정면 비판한 바 있다. 투표 재집계 명령이 내려졌고 야당 집권자인 카프릴레스는 베네수엘라 선거위원회에 의해 패배가 선고됐다. 이에 따라 첫 시위가 산발적으로 발생됐다.
2014년 2월 2일 야당 집권당수는 레오폴도 로페즈, 마리아 코리나 마차도, 안토이나 레데스마는 학생들과 함께 가두행진에 참여하였다.

### 경제 상황

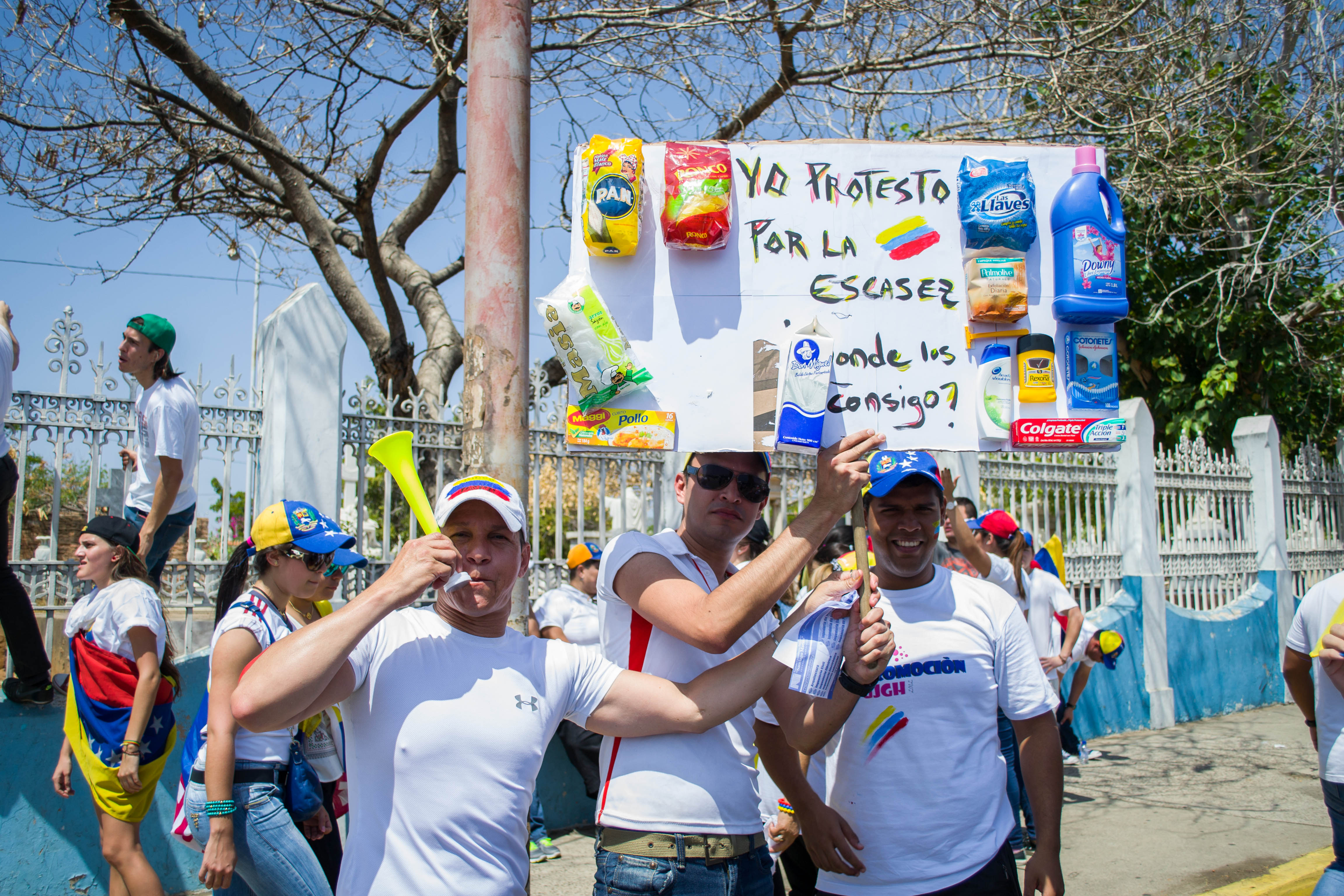
An opposition protestor holding a sign saying, "I protest for the scarcity. Where to get these?

베네수엘라 정부의 경제 정책은 가격 통제와 기업 국유화로 인해 인플레이션이 극심하여 기본 생필품 구매조차 어려운 상황에 있다. 뉴욕타임스는 물가부족지수가 25% 이상이며 공식 인플레이션은 60%이지만 실제로는 300% 이상일 것이라 분석했다. 마두로 대통령은 베네수엘라 정부에 대한 경제 전쟁으로 희생당했다고 비판했다.
2013년 베네수엘라는 자국 통화 절하를 단행했으며 화장지, 우유, 밀가루 등 기초생필품 수급도 부족한 상황이다. 실질적으로 정부가 이렇게 극단적인 조치를 취하는 것은 기업 경기가 얼어 붙어 수입 활동 조차 할 수 없음을 의미한다. 예를 들어 베네수엘라 정부는 자국내 최대 화장지 제조 업체인 만파를 점거하고 불법회계 및 생산 가능 물량을 파악하기 위한 조치를 단행했다.
2013년 11월 선거 몇 주 전 마두로 대통령은 군대 동원령을 통해 도매상을 점거했고 전문가들은 경제 상황을 악화일로로 내몰 것이라며 비판했다.
베네수엘라 정부는 채무 상환을 감당할 기축통화 보유량도 거의 바닥나 상태이다. 예를 들어 베네수엘라 최대 사기업인 엠프레스사스 폴라르(식품업체)는 대금 463만 달러를 베네수엘라 정부에 차입 당했고 수입업자들에게 지불 대금이 없어 생산조차 못할 상황에 처했다. 주요 철도공사 계획 또한 대금을 중국 국영철도공사에 빚지면서 지연되고 있다. 2014년 초 에어캐나다, 아메리칸항공, 유나이티드 항공 등 주요 국제항공사가 대금 미지불을 이유로 베네수엘라행 항공편 운항을 중단했으며 33억 달러에 달하는 것으로 추산된다.
2014년 2월 21일 수도 카라카스 의학대학 의료진은 의료물품이 없어 수술을 중단했으며 3,000명의 환자들이 대기 상태다.
인플레이션이 극심해지자 베네수엘라 정부는 2013년 5월-2014년 1월 사이의 인플레이션 공식 집계율인 59%를 반영하여 최저 임금, 연금 등을 인상했다.

## 진행 상황
미주 기구가 중재에 나선 가운데 미국 정부는 이에 대해 지지한다는 입장을 밝힌 바 있다. 베네수엘라의 반부패시민단체 활동가이자 국회의원인 마리아 코리나 마차도는 마두로 대통령의 퇴진을 위해서 쿠데타도 감행해야 한다며 국제 사회의 지원을 호소하고 나섰다. 이에 관련해 3월 21일 미주기구 회의가 열렸으나 회원국 중 브라질, 우루과이, 아르헨티나 등 11개국은 회의 참여 자체를 거부했으며 22개국만 회의에 출석했다. 이들 중 카리브해 국가 및 볼리비아 등 17개국은 마리아의 의견에 반대하는 표를 던졌으며 다른 국가들도 크게 다르지 않았다. 이는 베네수엘라가 싼 값에 석유를 공급할 뿐 아니라 모든 협상권을 지고 있기 때문이며 우루과이와 볼리비아 등은 과거 우고 차베스 정권 시 차관 및 부채 등의 문제가 얽혀 있기 때문으로 풀이된다.
페루의 정치인이자 미주기구 회의 대표자인 루이스 곤잘레스 포사다는 민주주의 국가인 브라질, 아르헨티나, 우루과이에 베네수엘라의 상황에 대한 국제사회의 지지가 필요하다는 입장을 전달하겠다고 밝혔다.
3월 26일 마두로 대통령은 군사 쿠데타를 모의했다는 이유로 공군 장성 3명을 체포하여 구금 조치했다.

## 응답

### 정부
베네수엘라 정부는 시위 주동자들이 2002년과 같이 정부 전복을 목표로 하는 것으로 보고 있다.
마두로 대통령 또한 이에 맞서 친정부 시위대를 구성했고 반정부 시위를 금지할 방침인 것으로 알려졌다. 이는 베네수엘라 헌법상 대중적인 시위 활동은 사전 허가가 필수적이기 때문에 이에 대한 보복조치인 것으로 풀이할 수 있다. 베네수엘라 국립 보호대와 볼리비아 첩보원, 볼리비아 국립경찰단, 친정부 폭력배들이 시위에 가담하여 전투경찰차량을 이용해 시위대 공격에 나선 것으로 알려졌다.

### 국제사회
- 미국 국무부 장관 존 케리는 유혈사태에 피해를 입은 유가족들에 대해 유감을 포했으며 평화로운 시위에 대한 폭력 진압에 관련한 유감을 표명했다.[34]

- 미주 기구는 베네수엘라 사태에 대한 의제 토론을 워싱턴에서 시작하겠다고 밝혔으며 미 국무부가 이를 지지하겠다고 밝혔다. 이에 대해 베네수엘라의 대통령 니콜라스 마두로는 어떠한 간섭주의도 배제한다며 반발하고 나섰으며 파나마와의 외교관계를 단절하겠다고 발표했다.[35]

- 페루 외무부는 베네수엘라 내부의 폭력 사태에 깊은 우려를 표한다고 밝혔으며 민주주의와 인권의 가치에 입각하여 대화를 재개할 것을 촉구했다. 시위 사태의 희생자에 대한 조의를 표명하기도 했다.[36]

- 유엔은 인권 침해에 대한 전면 조사를 요청하고 나섰으며 학생 시위자들이 구류되고 가족 면회권도 거부된 것으로 보인다고 주장하고 나섰다. 언론 또한 보도에 제재를 받고 있으며 전자기기 등과 같은 여러 도구를 빼앗긴 상태인 것으로 알려졌다. 정부군과 관련 지지 세력은 평화적 시위 세력을 탄압하고 있다.[37]

- 유럽 연합 또한 베네수엘라 당국자들에게 평화적 해결을 촉구했다. 표현의 자유의 중요성을 강조하고 나섰다.[38]